# Fetch el veterinario
Fetch el veterinario (en inglés Fetch the Vet) es un programa de televisión infantil británico en stop motion creado por Gail Penston y Stephen Thraves. Se produjeron 26 episodios para la cadena infantil CITV de 2000 a 2001. En Latinoamérica, la serie fue transmitida por Discovery Kids desde enero de 2002 hasta a mediados de 2004.
- Datos: Q5445929